# Coryphella
Coryphella J.E. Gray, 1850 è un genere di molluschi nudibranchi, unico genere della famiglia Coryphellidae Bergh, 1889.

## Tassonomia
Comprende le seguenti specie:
- Coryphella abei Baba, 1987
- Coryphella alexanderi Ekimova, 2022
- Coryphella amabilis (Hirano & Kuzirian, 1991)
- Coryphella athadona Bergh, 1875
- Coryphella borealis Odhner, 1922
- Coryphella browni Picton, 1980
- Coryphella californica Bergh, 1904
- Coryphella capensis Thiele, 1925
- Coryphella chriskaugei (Korshunova, Martynov, Bakken, Evertsen, Fletcher, Mudianta, Saito, Lundin, Schrödl & Picton, 2017)
- Coryphella cooperi T. D. A. Cockerell, 1901
- Coryphella falklandica Eliot, 1907
- Coryphella fogata (Millen & Hermosillo, 2007)
- Coryphella gracilis (Alder & Hancock, 1844)
- Coryphella insolita (García-Gómez & Cervera, 1989)
- Coryphella lineata (Lovén, 1846)
- Coryphella monicae (Korshunova, Martynov, Bakken, Evertsen, Fletcher, Mudianta, Saito, Lundin, Schrödl & Picton, 2017)
- Coryphella nobilis A. E. Verrill, 1880
- Coryphella orjani (Korshunova, Martynov, Bakken, Evertsen, Fletcher, Mudianta, Saito, Lundin, Schrödl & Picton, 2017)
- Coryphella pallida A. E. Verrill, 1900
- Coryphella sanamyanae (Korshunova, Martynov, Bakken, Evertsen, Fletcher, Mudianta, Saito, Lundin, Schrödl & Picton, 2017)
- Coryphella trilineata O'Donoghue, 1921
- Coryphella trophina (Bergh, 1890)
- Coryphella verrucosa (M. Sars, 1829)
- Coryphella verta Ev. Marcus, 1970

Sinonimi
- Coryphella albomarginata M.C. Miller, 1971 = Coryphellina albomarginata (M.C. Miller, 1971)
- Coryphella beaumonti Eliot, 1906 = Cumanotus beaumonti (Eliot, 1906)
- Coryphella cynara Ev. Marcus & Er. Marcus, 1967 = Kynaria cynara (Ev. Marcus & Er. Marcus, 1967)
- Coryphella dushia Marcus Ev. & Er., 1963 = Flabellina dushia (Marcus Ev. & Er., 1963)
- Coryphella fisheri MacFarland, 1966 = Coryphella trilineata (O'Donoghue, 1921)
- Coryphella fusca O'Donoghue, 1921 = Coryphella trophina (Bergh, 1890)
- Coryphella islandica Odhner, 1937 = Paracoryphella islandica (Odhner, 1937)
- Coryphella japonica Volodchenko, 1941 = Ziminella japonica (Volodchenko, 1941)
- Coryphella laevidens Knipowitsch, 1902 = Ziminella salmonacea (Couthouy, 1838)
- Coryphella mananensis (Stimpson, 1853) = Coryphella verrucosa (M. Sars, 1829)
- Coryphella ornata Risbec, 1928 = Samla bicolor (Kelaart, 1858)
- Coryphella parva Hadfield, 1963 = Paracoryphella parva (Hadfield, 1963)
- Coryphella pedata (Montagu, 1816) = Edmundsella pedata (Montagu, 1816)
- Coryphella pellucida (Alder & Hancock, 1843) = Carronella pellucida (Alder & Hancock, 1843)
- Coryphella polaris Volodchenko, 1946 = Polaria polaris (Volodchenko, 1946)
- Coryphella pricei MacFarland, 1966 = Apata pricei (MacFarland, 1966)
- Coryphella robusta Trinchese, 1874 = Coryphella verrucosa (M. Sars, 1829)
- Coryphella rufibranchialis (G. Johnston, 1832) = Coryphella verrucosa (M. Sars, 1829)
- Coryphella rutila Verrill, 1879 = Carronella pellucida (Alder & Hancock, 1843)
- Coryphella salmonacea (Couthouy, 1838) = Ziminella salmonacea (Couthouy, 1838)
- Coryphella stimpsoni (A. E. Verrill, 1879) = Ziminella salmonacea (Couthouy, 1838)